# Alto Bairro
Alto Bairro é um documentário português realizado e escrito por Rui Simões. Estreou-se nos cinemas de Portugal a 18 de Junho de 2015. Também exibido na RTP2 a 29 de outubro de 2015.

## Elenco
- Ana Cruz
- Carla Bolito
- Henrique Gil
- Lia Gama
- Marina Albuquerque
- Marta Félix[6]